# 녹색딱정벌레

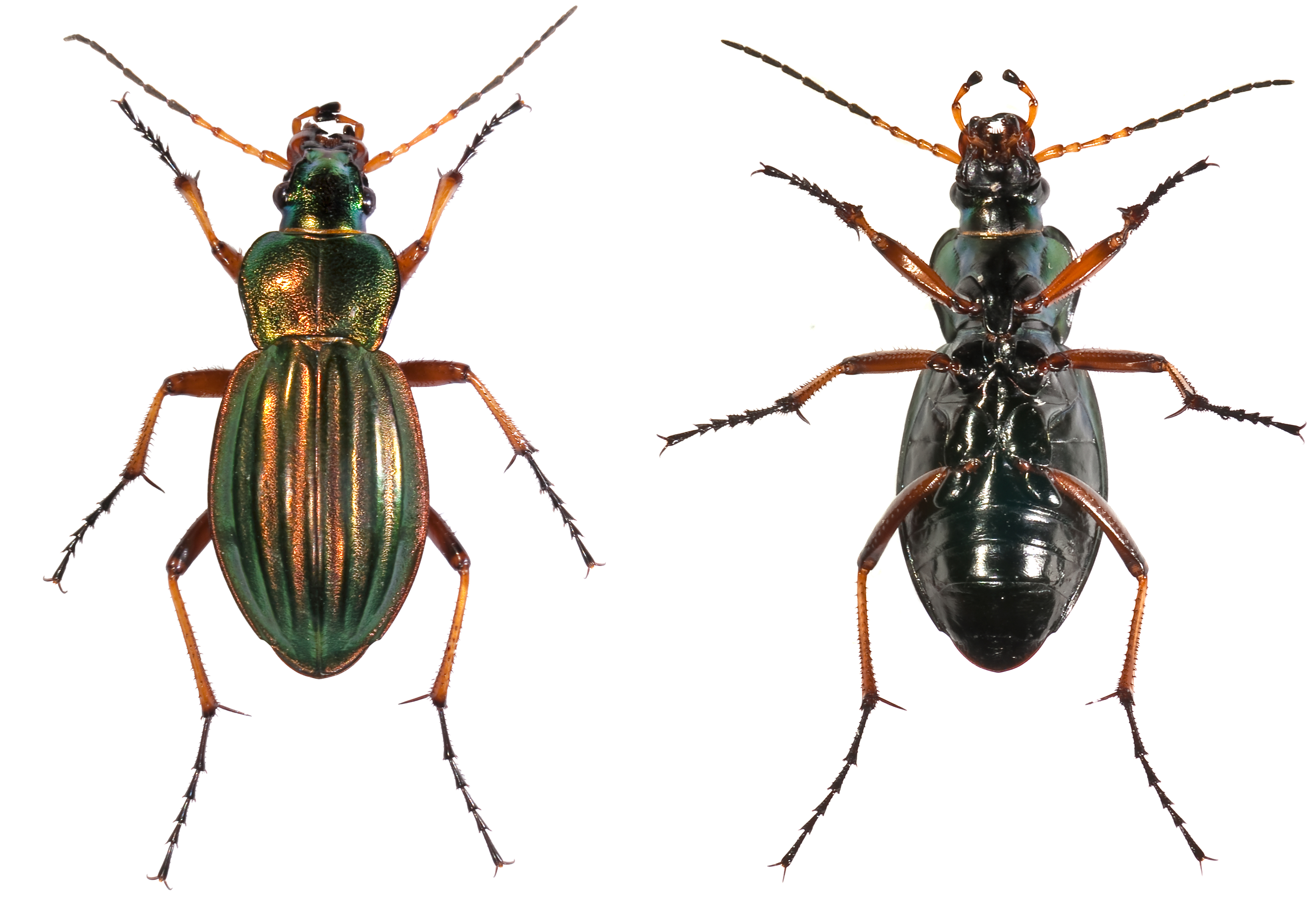
녹색딱정벌레

녹색딱정벌레(Carabus auratus, golden ground beetle)는 카라부스속에 속하는 딱정벌레의 한 종이다. 녹색딱정벌레 종은 중부 및 서부 유럽이 원산지이며 북미에 들여오게 되었다.

## 설명
녹색딱정벌레는 날 수 없으며 몸길이는 1.7~2.0cm이다. 겉날개에는 각각 3개의 넓은 세로 홈이 있으며, 무지개빛 금색을 띤 녹색이다. 다리, 더듬이, 입 부분은 주황색이다.
녹색딱정벌레는 들판과 덤불 사이, 특히 양토에서 발견된다. 가끔은 나무 위로 올라가기도 한다. 낮에 활동하며, 곤충, 달팽이, 벌레 등을 턱으로 잡아 소화액으로 뿌린 후 먹는다. 녹색딱정벌레는 콜로라도감자잎벌레와 같은 해충을 잡아먹기 때문에 유익한 곤충이다.
녹색딱정벌레의 애벌레는 새벽에만 사냥을 한다. 번데기가 되기 전에 세 번 탈피한 후 가을에 성충으로 나온다. 딱정벌레의 평균 수명은 2년 정도이며, 돌이나 이끼 아래에서 겨울을 난다.

## 아종
- Carabus auratus auratus 린네우스, 1761년
- Carabus auratus honnoratii 드장, 1826년
- Carabus auratus lasserrei Doué, 1855년
- Carabus auratus lotharingus Dejean, 1826년
- Carabus auratus piolitensis JPThélot & G.Thélot, 2019